# Another Girl
 Another Girl (englisch für: Ein anderes Mädchen) ist ein Lied der britischen Band The Beatles, das 1965 auf ihrem fünften Studioalbum Help! veröffentlicht wurde. Komponiert wurde es von John Lennon und Paul McCartney und unter der Autorenangabe Lennon/McCartney veröffentlicht.

## Hintergrund
Another Girl basiert hauptsächlich auf den musikalischen Ideen von Paul McCartney. Er schrieb das Lied überwiegend während seines Urlaubs in Tunesien.
Im Film Help! spielen die Beatles das Lied Another Girl auf Balmoral Island, Bahamas, während der Filmszene tauschen die Beatles ihre Musikinstrumente und der Bass von McCartney wird durch eine junge Frau ersetzt.
Another Girl wurde nicht in das Liverepertoire der Gruppe im Jahr 1965 aufgenommen.

## Aufnahme
Another Girl wurde am 15. Februar 1965 in den Londoner Abbey Road Studios (Studio 2) mit dem Produzenten George Martin aufgenommen. Norman Smith war der Toningenieur der Aufnahmen. Die Band nahm einen Take auf, wobei noch Overdubs von George Harrison und am nächsten Tag von Paul McCartney eingespielt wurden. Die Aufnahmen erfolgten zwischen 19 und 22:30 Uhr, in dieser Zeit wurden auch große Teile der Harrison-Komposition I Need You eingespielt. Vormittags wurde schon das Lied Ticket to Ride aufgenommen.
Die Abmischungen des Liedes erfolgten am 18. Februar 1965 in Mono und am 23. Februar 1965 in Stereo.
Besetzung
- John Lennon: Akustikgitarre, Hintergrundgesang
- Paul McCartney: Bass, Leadgitarre, Gesang
- George Harrison: Rhythmusgitarre, Hintergrundgesang
- Ringo Starr: Schlagzeug

Am 26. Februar 1987 erfolgte die Erstveröffentlichung des Albums Help! als CD in Europa (USA: 21. Juli 1987), in einer von George Martin im Jahr 1986 hergestellten digitalen neuen Stereoabmischung.

## Veröffentlichungen
- Am 12. August 1965 erschien in Deutschland das neunte Beatles-Album Help!, auf dem Another Girl enthalten ist. In Großbritannien wurde das Album schon am 6. August 1965 veröffentlicht, dort war es das fünfte Beatles-Album.
- In den USA wurde Another Girl auf dem dortigen zehnten Album Help! am 13. August 1965 veröffentlicht.
- Am 15. November 1965 wurde in Japan die Single The Night Before / Another Girl veröffentlicht.[1]

## Coverversionen (Auswahl)
- Tulip – All because of You Guys [2]
- The Punkles – Pistol [3]
- Lautten Compagney – Time Travel [4]